# Coefficiente di flusso di una valvola
Il coefficiente di flusso o fattore di portata  (flow coefficient), è un parametro di resistenza idraulica, indicato nella norma europea con Kv, e nella normativa americana Cv. Nella normativa europea è riferita ad acqua alla temperatura compresa fra 5 e 30 °C (di norma 15-16 °C), in quella americana ad acqua a 60 °F. Viene impiegata in particolare per ogni tipo di valvola, ma teoricamente è riferibile anche ad altri componenti idraulici e a sezioni di condotte.

## Introduzione
Il valore del coefficiente di flusso lega la portata volumetrica Q attraverso la relativa perdita di carico localizzata Δp utilizzando la seguente formula:
{\displaystyle Q=K_{v}\,{\sqrt {\Delta p}}}
che deriva semplicemente dalla legge di attrito viscoso:
{\displaystyle \Delta p=f\rho {\frac {u^{2}}{2}}}
in cui f è il numero di Fanning. In effetti siccome la portata volumetrica è semplicemente il prodotto della velocità media di efflusso per la sezione del condotto valvola:
{\displaystyle \Delta p=f\rho {\frac {Q^{2}}{2S^{2}}}}
invertendo ora l'equazione per ricavare la portata volumetrica:
{\displaystyle Q=S{\sqrt {\frac {2\Delta p}{f\rho }}}}
siccome per il coefficiente di flusso la densità è fissata pari a quella dell'acqua, esso risulta infine proporzionale dalla sezione del condotto della valvola, all'inverso della radice del numero di Fanning medio nella sezione:
{\displaystyle K_{v}\propto \,{\frac {S}{\sqrt {f}}}}

## Parametri influenti
Come si è visto il coefficiente di flusso è proporzionale alla sezione del condotto della valvola, all'inverso della radice del numero di Fanning medio nella sezione.
Perciò, il coefficiente di flusso nominale dipende essenzialmente da:
- diametro nominale della valvola (valvole più grandi danno coefficienti di flusso maggiori);
- tipologia della valvola (una valvola a sfera a parità di diametro ha solitamente un coefficiente di flusso maggiore di una valvola a globo, e fra quelle a globo una valvola a flusso libero ha solitamente un coefficiente maggiore di una a flusso avviato).

Il valore del coefficiente di flusso effettivo dipende da quello nominale e da:
- fluido di lavoro (un olio diatermico l'aria o altri gas per esempio danno coefficienti di flusso diversi da quelli nominali, che sono riferiti ad acqua);
- apertura dell'otturatore all'istante considerato.

Il valore nominale viene indicato dal produttore il quale fornisce nella scheda tecnica del prodotto la caratteristica di regolazione ovvero l'andamento del fattore con diametro nominale ed apertura, solitamente in forma grafica (in ascissa la corsa dello stelo o la rotazione della sfera, in ordinata il coefficiente di flusso).
L'otturatore di una valvola è sempre assialsimmetrico. A seconda della forma della sezione sul piano radiale-assiale, la caratteristica può essere resa concava, lineare o convessa:
- la caratteristica concava ovvero di rapida apertura è scelta per regolazione e viene realizzata con otturatore parabolico;
- la caratteristica lineare è scelta per una valvola di regolazione più limitata e viene realizzata con otturatore parabolico.

Il coefficiente per una valvola di regolazione solitamente varia meno nei dintorni dell'apertura totale che e si mantiene tale fino a circa il 70% della chiusura oltre il quale diventa molto ripida.
Ad esempio, le operazioni di chiusura di una valvola di intercettazione, come la saracinesca o la valvola a farfalla, devono essere effettuate più lentamente nel tratto finale, al fine di ridurre i valori Δp e di conseguenza di ΔQ, che potrebbero aggravare il colpo d'ariete in chiusura.
Conseguentemente, nel caso di apertura della valvola, bisogna stare attenti, invece, al tratto iniziale.
Per tale motivo gli organi di manovra delle valvole sono dotati di demoltiplicatore.

## Cv e Kv
La normativa europea misura la portata volumetrica in m³/ora, e la pressione in bar, quindi il coefficiente di flusso Kv viene misurato in {\displaystyle h^{-1}} bar-1/2m3, mentre la normativa americana misura la portata volumetrica in GPM (galloni al minuto) , e la pressione in psi, quindi il coefficiente di flusso risulta espresso in 1 psi-1/2GPM. Nei paesi anglosassoni si fa riferimento al flow coefficient indicato normalmente con la sigla Cv che corrisponde a una portata di acqua, espressa in GPM (Galloni statunitensi al minuto), alla temperatura di 60 °F che corrisponde ad una perdita di carico statica di 1 psi.
I due coefficienti sono correlati dalla seguente relazione:
- Kv = 0,865 Cv

## Calcolo
- dimensionamento di una valvola: nota la portata e la perdita di carico localizzata che si vuole ottenere, si determina Kv; noto questo valore, si procede ad identificare, tramite le curve di cui sopra, il diametro più idoneo della valvola;
- calcolo della portata: nota la perdita di carico e il coefficiente di flusso, si determina la portata;
- calcolo della perdita di carico localizzata, dovuta alla valvola: nota la portata e il coefficiente di flusso, si determina Δp.

## Normativa
- CEI IEC 60534-2-3: Industrial-process control valves. Flow capacity. Test procedures